# Flou (chanson)
Pour les articles homonymes, voir Flou.
Singles de Angèle
Balance ton quoi
(2019) Perdus
(2019)
Clip vidéo
[vidéo] « Flou », sur YouTube
Flou est une chanson de la chanteuse belge Angèle, sortie le 8 septembre 2019. C'est le septième single de son premier album Brol.

## Thème des paroles
Dans cette chanson, Angèle évoque son cheminement dans l’univers de la musique avant de devenir populaire. Elle commence la chanson en soulignant ses débuts artistiques sur la plateforme Instagram, où elle s'est fait connaître par des vidéos humoristiques et de chant. La chanson traite aussi des anxiétés et problèmes liés à sa célébrité soudaine.   

## Clip
Le clip de cette chanson est sorti le 8 septembre 2019 sur le plateforme YouTube. Il a été réalisé par Brice VDH. Le vidéoclip cumule en mai 2020, 19 millions de visionnements.

## Classements

### Classements hebdomadaires
| Classement (2019)                       | Meilleure position |
| --------------------------------------- | ------------------ |
| Belgique (Flandre Ultratop 50 Singles)  | 20                 |
| Belgique (Flandre Ultratop 50 Airplay)  | 6                  |
| Belgique (Flandre Radio 2 Top 30)       | 5                  |
| Belgique (Wallonie Ultratop 50 Singles) | 2                  |
| Belgique (Wallonie Ultratop 50 Airplay) | 4                  |
| France (SNEP)                           | 34                 |
| France (SNEP Radio)                     | 3                  |
| France (SNEP Streaming)                 | 37                 |
| France (SNEP Téléchargement)            | 20                 |
| Suisse (Charts Romandie)                | 19                 |

### Certification
| Pays           | Date             | Certification | Ventes/Streams |
| -------------- | ---------------- | ------------- | -------------- |
| Belgique (BEA) | 13 décembre 2019 | Platine       | 20 000         |

## Historique de sortie
| Pays     | Date           | Format                    | Label     |
| -------- | -------------- | ------------------------- | --------- |
| Belgique | 5 juillet 2019 | Téléchargement, streaming | Angèle VL |